# 乌节路长老会教堂
乌节路长老会教堂（Orchard Road Presbyterian Church），又名苏格兰教堂，是新加坡的一座长老会教堂。该堂建于1878年，是新加坡最古老的长老会教堂。

## 历史
1856年10月6日，新加坡的苏格兰人成立自己的堂会。最初在 伦敦会的勿拉士峇沙路礼拜堂聚会，后来迁至圣安德烈堂. 1875年获得总督分配的乌节路一块土地，1877年8月1日奠基. ，1878年建成，耗资 $20,000。

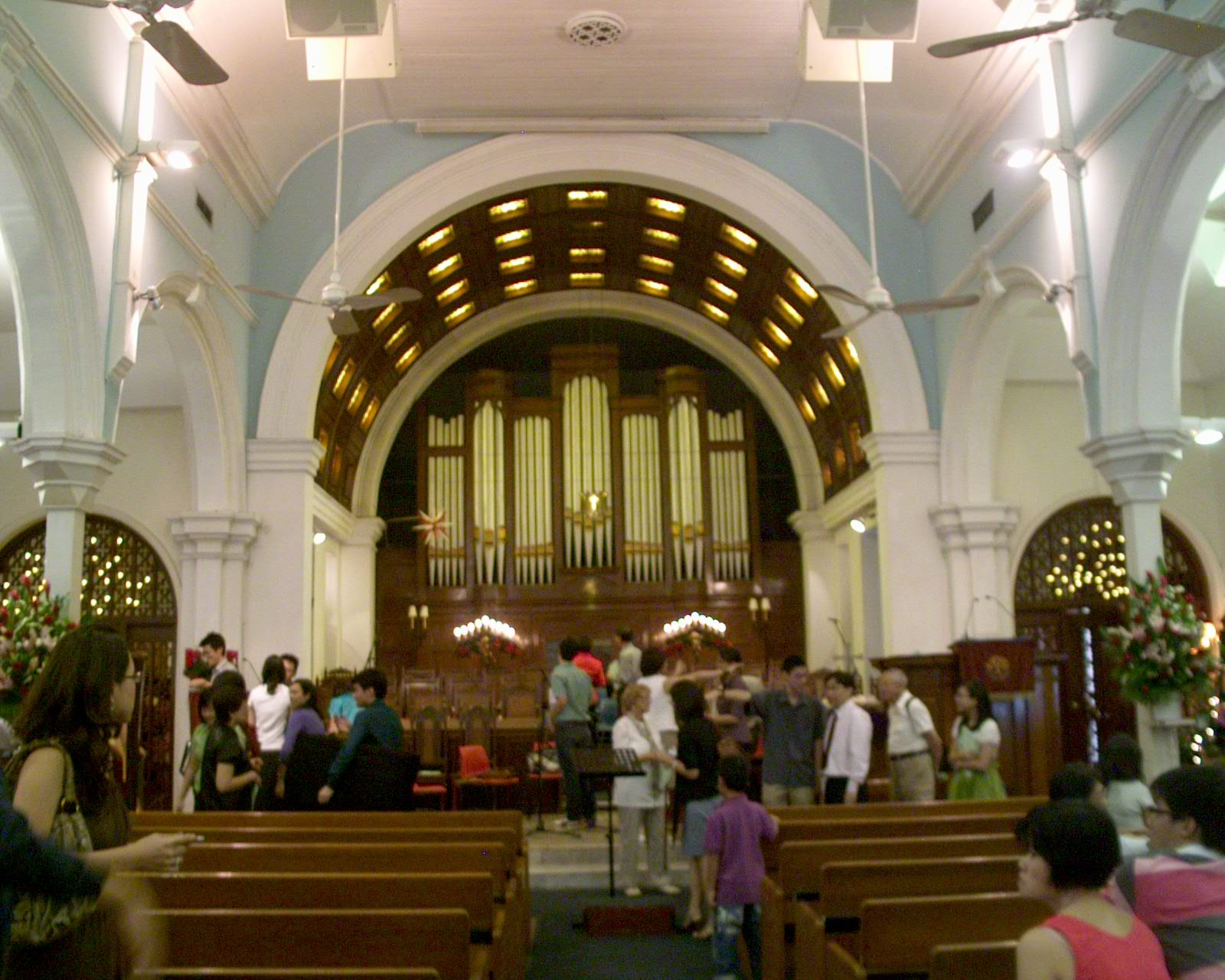
内部